# Haagkonventionerna

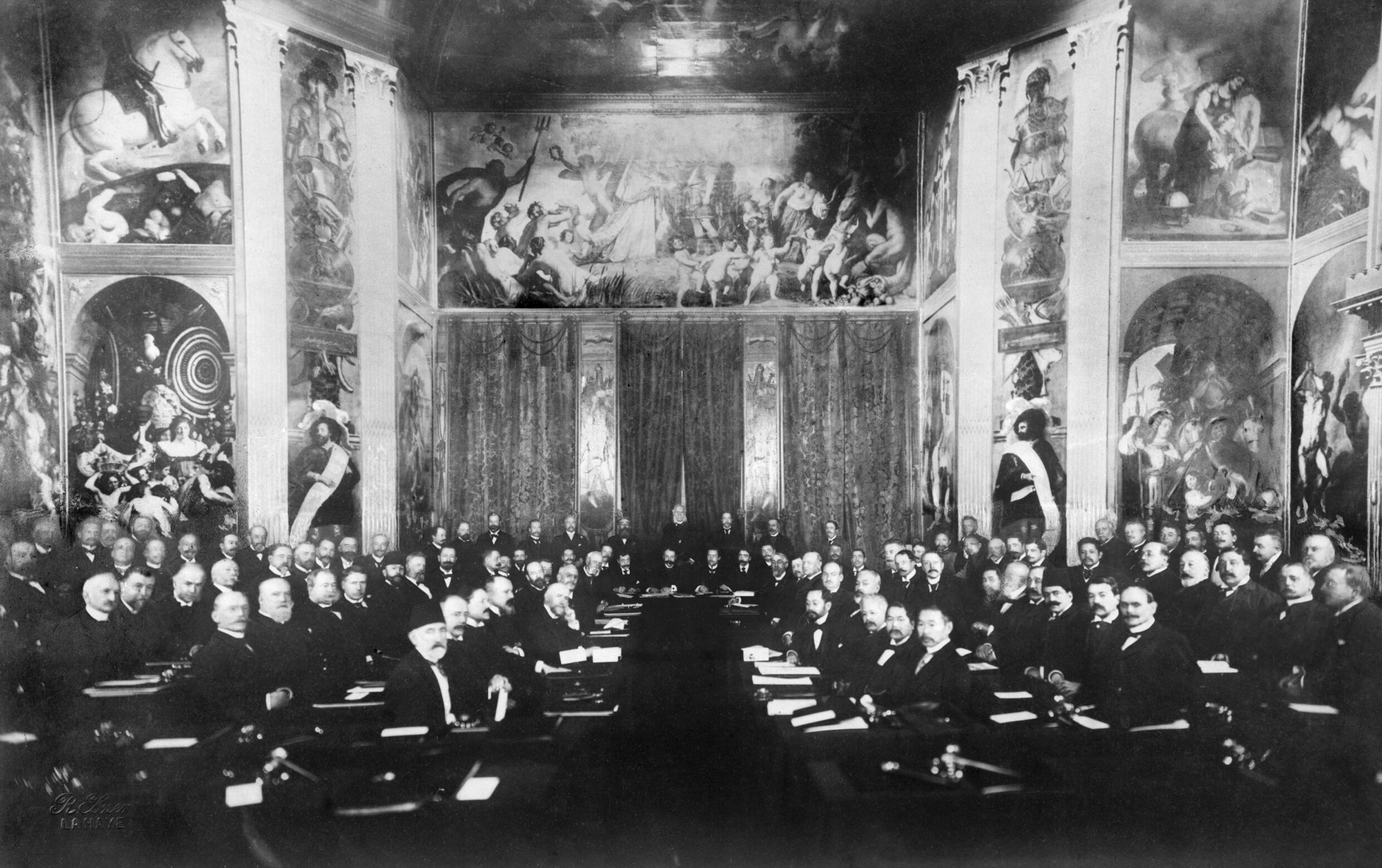
Första fredskonferensen i Haag hölls 18 maj–29 juni 1899 i slottet Huis ten Bosch.

Haagkonventionerna antogs ursprungligen 29 juli 1899 i fyra konventioner, tre deklarationer och en slutakt. Detta följdes upp 18 oktober 1907 med att utöka till 13 konventioner varav de ursprungliga flyttades. Konvention 12 har sedermera fallit bort och ej ersatts. Haagkonventionerna tar upp bland annat hur krig får startas, hur krig skall skötas, vem som har ansvar för att kriget sköts på rätt sätt, vad som är att betrakta som en soldat, vad som är att betrakta som infiltratör.
Exempelvis nämns att användningen av gifter eller förgiftade vapen och dumdumkula inte är tillåtet. Det är även förbjudet att använda sig av vapen, projektiler eller ämnen som skapar onödigt lidande.
Haagkonventionerna utgör grunden för den Permanenta skiljedomstolen, även kallad Haagtribunalen, vilken upprättades 1899 och som sedan 1913 har sitt säte i Fredspalatset i Haag.
Till skillnad från Genèvekonventionerna som tar upp statusen för sjuka och sårade samt hur krigsfångar skall behandlas redogör Haagkonventionerna för vem som är att betrakta som soldat eller stridförande i en väpnad konflikt. En person som är med i ett reguljärt förband med ansvariga befäl och officerare i uniform räknas som soldat. Är en person med i en motståndsrörelse med ett klart särskiljande kännetecken om att personen tillhör en stridande grupp skall den personen räknas in som soldat.
Kontroversiellt är statusen för fångarna på Guantánamobasen på Kuba som har tagits till fånga som stridande för Al-Qaida och/eller talibanerna i Afghanistan. Som krigsfånge ska räknas in den som är med i ett reguljärt förband med ansvarigt befäl och som har en enhetlig synlig uniform. Dessa har saknat ansvariga befäl och officerare samt inte ingått i ett lands reguljära styrkor då inget land har erkänt talibanerna som legitim regering i Afghanistan. De har trots allt räknats som stridande men har inte varit i reguljärt förband. USA har därför klassificerat dessa som illegala kombattanter. De har därför hamnat mellan två stolar under den nuvarande lagstiftningen. Många länder utanför USA har velat att fångarna ska släppas men de är också medvetna om att det är svårt att med dagens lagstiftning i Haagkonventionerna få dem klassade som reguljära krigsfångar.